# Франкетти, Альберто
Альберто Франкетти (18 сентября 1860 — 4 августа 1942) — итальянский композитор.

## Биография
Родился в Турине в семье оперного певца (баритона) Раймондо Франкетти и Луизы Сары Ротшильд — из состоятельного венского семейства. Учился сперва в Венеции, продолжил образование в Дрездене у Феликса Дрезеке и затем в Мюнхенской консерватории у Йозефа Райнбергера. Впервые достиг значительного успеха в 1988 году с оперой Азраил. В оперном стиле Франкетти соединились вагнеризм, отдельные черты Мейербера и итальянский веризм. При жизни критики называли его «Мейербером современной Италии».
Музыкальный словарь Гроува лучшим произведением композитора называет оперу Христофор Колумб (1892). Однако наиболее популярной стала Германия (1902), вплоть до первой мировой войны эту оперу ставили крупнейшие театры мира, а Карузо неоднократно записывал арии из неё. С 1926 по 1928 год Франкетти работал директором Флорентийской консерватории имени Луиджи Керубини.
Оперы Франкетти были запрещены к постановкам в Италии в связи с фашистской антиеврейской политикой 1938 года. Пьетро Масканьи обратился к Муссолини с просьбой проявить терпимость к Франкетти, но ходатайство было отклонено незадолго до смерти композитора. Франкетти умер в 1942 году в Виареджо. Его сын Арнольд Франкетти (1911-1993) в 1949 году эмигрировал в США, где стал успешным композитором.

## Поставленные оперы
- Asrael (1888), либретто Фердинандо Фонтана
- Cristoforo Colombo, либретто Луиджи Иллика (1892)
- Fior d'Alpe (1894)
- Il signor di Pourceaugnac (1897)
- Germania, либретто Луиджи Иллика (1902)
- La figlia di Iorio, либретто Габриэле д’Аннунцио (1906)
- Notte di Legenda (1915)
- Giove a Pompei, совместно с Умберто Джордано (1921)
- Glauco (1922)
- Fiori del Brabante (1930)